# Gare de Jambes
Ne doit pas être confondu avec Gare de Jambes-Est.
La gare de Jambes (anciennement Jambes-Nord) est une gare ferroviaire belge de la ligne 154, de Namur à Dinant, située à Jambes section de la ville de Namur, dans la province de Namur en région wallonne.
Elle est mise en service en 1862 par la Compagnie du Nord - Belge.
C'est une gare de la Société nationale des chemins de fer belges (SNCB) desservie par des trains InterCity, (IC) Omnibus (L), Suburbains (S) et d’Heure de pointe (P).

## Situation ferroviaire
Établie à 82 mètres d'altitude, la gare de Jambes est située au point kilométrique (PK) 3,00 de la ligne 154, de Namur à Dinant, entre les gares de Namur et de Lustin.

## Histoire
La station de Jambes est mise en service le 5 février 1862 par la Compagnie du Nord - Belge, lorsqu'elle ouvre à l'exploitation la section de Namur à Dinant. En 1864 Jambes est la première station de la ligne qui rejoint la frontière et Givet en France. Elle dessert la commune de Jambes, qui compte 2 657 habitants, à 3 kilomètres de Namur et 47 km de Givet. Quotidiennement, il y avait quatre trains pour Dinant et trois pour Givet, le temps de parcours entre Namur et Givet était d'environ 1 h 20.
Le 26 juin 1889, le nom de la station est modifié pour devenir Jambes (Nord). Sa graphie est changée, le 10 janvier 1916, en Jambes Nord, qui se transforme en Jambes-Nord dans les années 1970.
À la fin des années 1980 ont lieu d'importants travaux pour la modernisation et l'électrification de la ligne. L'ancien bâtiment voyageurs est détruit pour laisser la place, en 1989, à un nouvel édifice conçu pour améliorer l'accueil, le confort et l'information des clients. Inaugurée en juin 1989 par Jean-Luc Dehaene, ministre des Communications, la nouvelle gare de Jambes-Nord, qui comporte également plusieurs parkings, est conçue pour attirer de nouveaux « navetteurs » afin de diminuer l'utilisation de la voiture et désengorger les axes de circulation vers le centre de Namur et Bruxelles.
En 1991, la Société nationale des chemins de fer belges (SNCB) change le nom de la gare de Jambes-Nord qui prend son nom actuel de gare de Jambes.

## Service des Voyageurs

### Accueil
Gare SNCB, elle dispose d'un bâtiment voyageurs avec un magasin de vélo, ouvert tous les jours. Elle est équipée d'automates pour l'achat de titres de transport. Un service, des aménagements et équipements sont à la disposition des personnes à mobilité réduite.
Les guichets de la gare sont fermés depuis décembre 2021. Ceux-ci sont utilisés, depuis 2022, par un atelier vélo.
La gare possède trois voies à quai, dont une en impasse dotée d'un quai décalé, utilisé par les trains S61. La traversée des voies et le passage d'un quai à l'autre se font par les passages à niveau routiers.

### Desserte
Jambes est desservie par des trains de la SNCB : InterCity (IC), Omnibus (L) et d’Heure de pointe (P) qui effectuent des missions sur la ligne 154 Namur - Dinant.

#### Semaine
La gare de Jambes possède quatre dessertes cadencées à l’heure :
- des trains IC-17 entre Bruxelles-Aéroport-Zaventem et Dinant ;
- des trains S61 entre Wavre et Jambes via Ottignies, Villers-la-Ville, Charleroi-Central et Tamines ;
- des S61 limités au trajet Jambes - Namur - Charleroi ;
- des trains L entre Namur et Libramont via Dinant et Bertrix.

Il existe, tous les matins, un train P de Bertrix à Namur.

#### Week-end et fériés
La desserte est simplifiée :
- les trains IC-17 roulent entre Bruxelles-Midi et Dinant ;
- les trains L Namur - Libramont roulent toutes les deux heures ;
- les trains S61 roulent toutes les deux heures et ont tous la gare de Wavre comme terminus.

### Intermodalité
Un parc (gratuit) pour les vélos et un parking (gratuit) pour les véhicules y sont aménagés.
Elle est desservie par des bus.

## Comptage voyageurs
Ce graphique et tableau montre le nombre de voyageurs embarquant en moyenne durant la semaine, le samedi et le dimanche.
| Nombre de passagers qui embarquent à la gare de Jambes | Nombre de passagers qui embarquent à la gare de Jambes | Nombre de passagers qui embarquent à la gare de Jambes | Nombre de passagers qui embarquent à la gare de Jambes |
|                                                        | Semaine                                                | Samedi                                                 | Dimanche                                               |
| ------------------------------------------------------ | ------------------------------------------------------ | ------------------------------------------------------ | ------------------------------------------------------ |
| 1977                                                   | 169                                                    | 58                                                     | 39                                                     |
| 1978                                                   | 135                                                    | 44                                                     | 31                                                     |
| 1979                                                   | 208                                                    | 57                                                     | 44                                                     |
| 1980                                                   | 199                                                    | 50                                                     | 41                                                     |
| 1981                                                   | 194                                                    | 63                                                     | 59                                                     |
| 1982                                                   | 198                                                    | 33                                                     | 53                                                     |
| 1983                                                   | 239                                                    | 82                                                     | 62                                                     |
| 1984                                                   | 272                                                    | 64                                                     | 44                                                     |
| 1985                                                   | 200                                                    | 65                                                     | 33                                                     |
| 1986                                                   | 185                                                    | 46                                                     | 60                                                     |
| 1987                                                   | 192                                                    | 37                                                     | 39                                                     |
| 1988                                                   | 232                                                    | 56                                                     | 107                                                    |
| 1989                                                   | 525                                                    | 90                                                     | 124                                                    |
| 1990                                                   | 525                                                    | 72                                                     | 63                                                     |
| 1991                                                   | 427                                                    | 79                                                     | 56                                                     |
| 1992                                                   | 550                                                    | 77                                                     | 61                                                     |
| 1993                                                   | 566                                                    | 111                                                    | 117                                                    |
| 1994                                                   | 614                                                    | 145                                                    | 104                                                    |
| 1995                                                   | 614                                                    | 120                                                    | 100                                                    |
| 1996                                                   | 732                                                    | 114                                                    | 88                                                     |
| 1997                                                   | 688                                                    | 134                                                    | 103                                                    |
| 1998                                                   | 1 010                                                  | 144                                                    | 164                                                    |
| 1999                                                   | 786                                                    | 186                                                    | 200                                                    |
| 2000                                                   | 874                                                    | 258                                                    | 300                                                    |
| 2001                                                   | 952                                                    | 272                                                    | 200                                                    |
| 2002                                                   | 670                                                    | 153                                                    | 148                                                    |
| 2003                                                   | 741                                                    | 226                                                    | 230                                                    |
| 2004                                                   | 829                                                    | 216                                                    | 206                                                    |
| 2005                                                   | 912                                                    | 236                                                    | 275                                                    |
| 2006                                                   | 1 004                                                  | 171                                                    | 134                                                    |
| 2007                                                   | 818                                                    | 216                                                    | 180                                                    |
| 2008                                                   | -                                                      | -                                                      | -                                                      |
| 2009                                                   | 1 155                                                  | 298                                                    | 292                                                    |
| 2010                                                   | -                                                      | -                                                      | -                                                      |
| 2011                                                   | -                                                      | -                                                      | -                                                      |
| 2012                                                   | 859                                                    | 310                                                    | 248                                                    |
| 2013                                                   | 970                                                    | 261                                                    | 274                                                    |
| 2014                                                   | 1 336                                                  | 292                                                    | 265                                                    |
| 2015                                                   | 980                                                    | 424                                                    | 292                                                    |
| 2016                                                   | 1 079                                                  | 262                                                    | 255                                                    |
| 2017                                                   | 852                                                    | 277                                                    | 343                                                    |
| 2018                                                   | 1 176                                                  | 415                                                    | 769                                                    |
| 2019                                                   | 1 118                                                  | 429                                                    | 300                                                    |
| 2020                                                   | 834                                                    | 289                                                    | 280                                                    |
| 2021                                                   | -                                                      | -                                                      | -                                                      |
| 2022                                                   | 1 278                                                  | 475                                                    | 440                                                    |
| 2023                                                   | 1 545                                                  | 403                                                    | 384                                                    |
| 2024                                                   | 1 422                                                  | 545                                                    | 572                                                    |

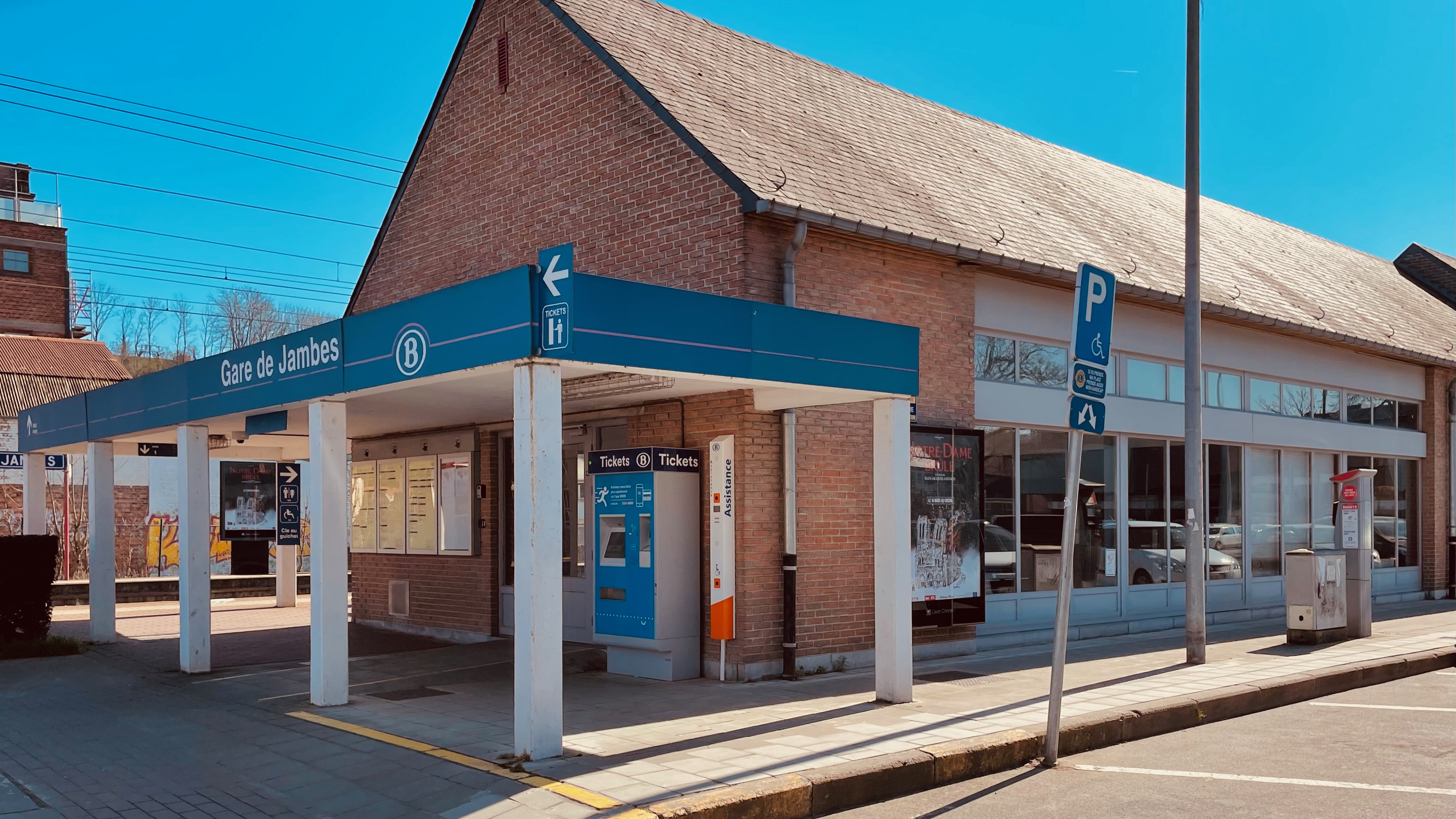
Bâtiment de la gare (2023).
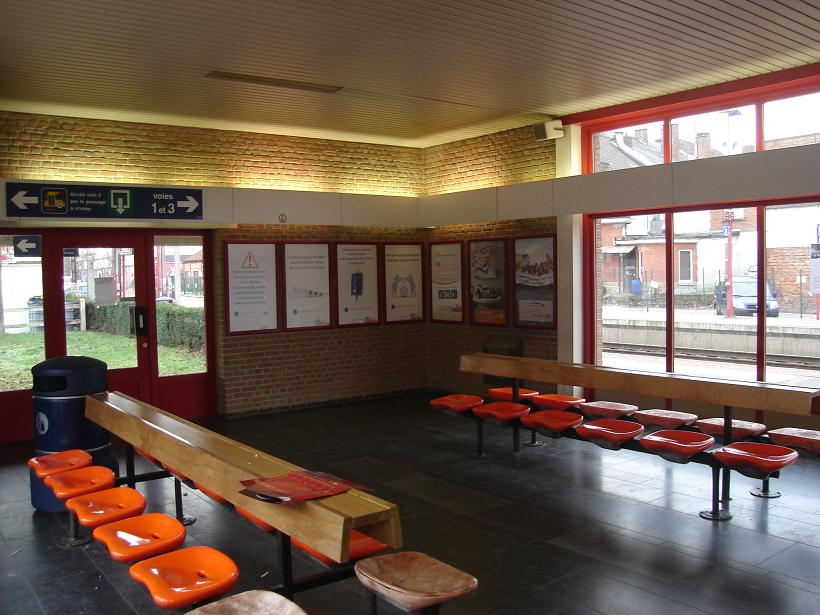
Salle d'attente (2009).
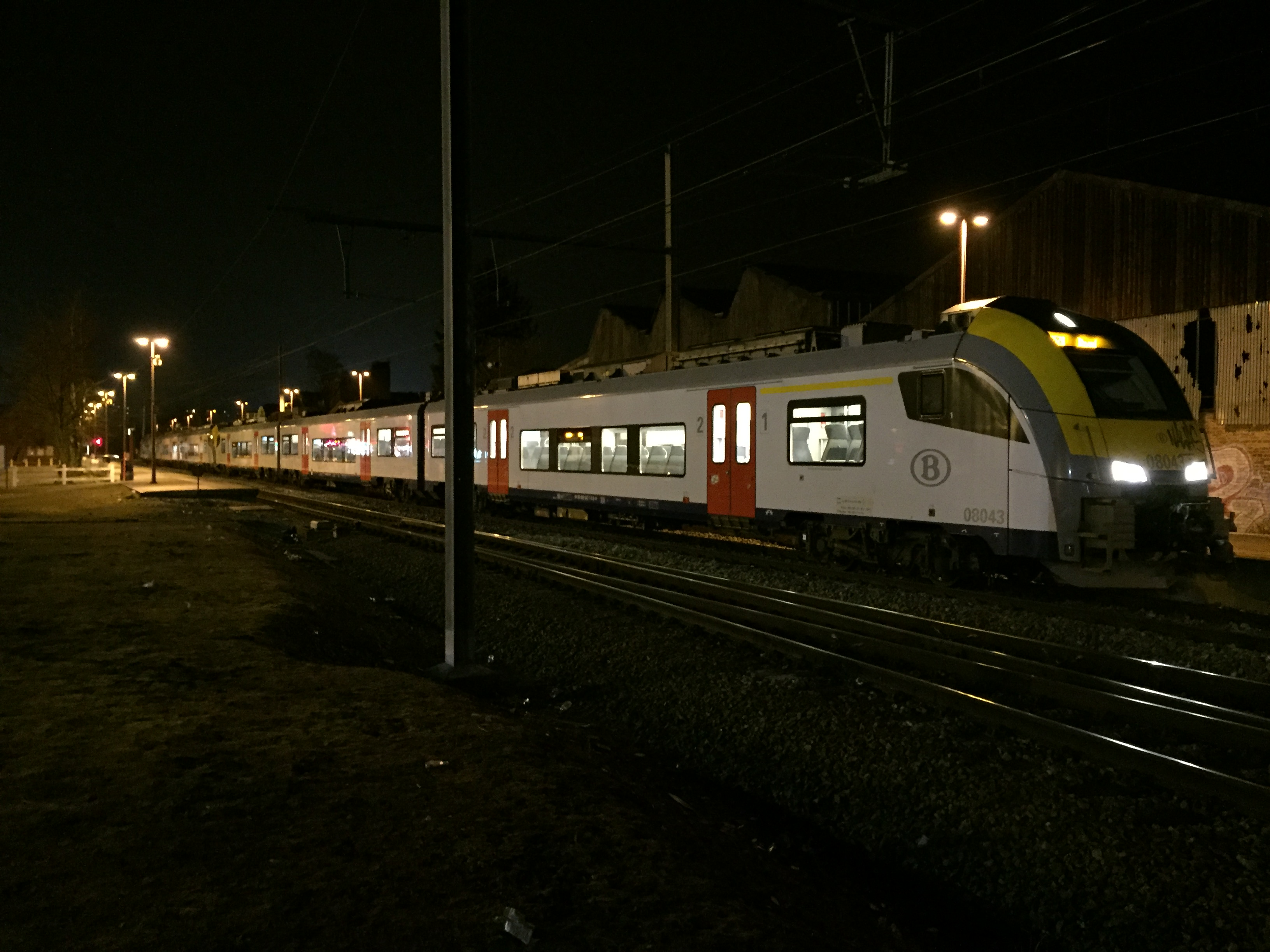
Desserte (2016).